# Lijst van voetbalinterlands Rusland - Schotland
Deze lijst van voetbalinterlands is een overzicht van alle officiële voetbalwedstrijden tussen de nationale teams van Rusland en Schotland. De landen speelden tot op heden vier keer tegen elkaar. De eerste ontmoeting, een kwalificatiewedstrijd voor het Europees kampioenschap voetbal 1996, werd gespeeld in Glasgow op 16 november 1994. Het laatste duel, een kwalificatiewedstrijd voor het Europees kampioenschap voetbal 2020, vond plaats op 10 oktober 2019 in Moskou.

## Wedstrijden
| № | Plaats  | Datum            | Competitie           | Wedstrijd           | Uitslag |
| - | ------- | ---------------- | -------------------- | ------------------- | ------- |
| 1 | Glasgow | 16 november 1994 | EK 1996 kwalificatie | Schotland – Rusland | 1 – 1   |
| 2 | Moskou  | 29 maart 1995    | EK 1996 kwalificatie | Rusland – Schotland | 0 – 0   |
| 3 | Glasgow | 6 september 2019 | EK 2020 kwalificatie | Schotland − Rusland | 1 − 2   |
| 4 | Moskou  | 10 oktober 2019  | EK 2020 kwalificatie | Rusland − Schotland | 4 − 0   |

## Samenvatting
| Competitie      | Totaal gespeeld | Winst Rusland | Gelijk | Winst Schotland | Doelsaldo Rusland – Schotland |
| --------------- | --------------- | ------------- | ------ | --------------- | ----------------------------- |
| EK-kwalificatie | 4               | 2             | 2      | 0               | 7 − 2                         |
| Totaal          | 4               | 2             | 2      | 0               | 7 − 2                         |

## Details

### Eerste ontmoeting
| EK 1996 kwalificatie (Glasgow, Schotland, 16 november 1994):                                                                                               |              | |
| Schotland | 1 – 1        | Rusland |
| Scott Booth 19' | goals        | 25' Dmitri Radtsjenko |
| Craig Brown | bondscoach   | Oleg Romantsev |
| Andy Goram Stewart McKimmie Craig Levein Tom Boyd Alan McLaren Gary McAllister John Collins Stuart McCall John McGinlay 63' Scott Booth Billy McKinlay 83' | opstellingen | Stanislav Tsjertsjesov Vasiliy Kulkov Joeri Nikiforov Sergey Gorlukovich Igor Shalimov Valeri Karpin Viktor Onopko Andrej Kantsjelskis 75' Andrey Pyatnitskiy Dmitri Radtsjenko Vladislav Radimov |
| John Spencer 63' Pat Nevin 83' | wissels      | 75' Omari Tetradze |
| - Debuut van John Spencer voor Schotland. |              | |

### Tweede ontmoeting
| EK 1996 kwalificatie (Moskou, Rusland, 29 maart 1995): |       |           |
| Rusland                                                | 0 – 0 | Schotland |
|                                                        | goals |           |